# Biosan
BioSan — латвийское научно-производственное предприятие, выпускающее оборудование для биологических лабораторий. Основано в 1992 году, располагается в Риге на территории Института микробиологии и биотехнологий Латвийского Университета.

## История
Основатель компании Василий Банковский до начала 1990-х годов работал в Институте микробиологии Латвийского университета в лаборатории по проблемам физхимии ферментов бактерий. В 1986 году Банковский основал компанию «Labotek», занимавшуюся производством лабораторного оборудования. В 1992 году с одним из сотрудников того же института он основал компанию «BioSan» с целью продолжения исследований и коммерциализации научных разработок в области персонального лабораторного оборудования. В течение длительного времени компания являлась резидентом Латвийского технологического центра (латыш. Latvijas tehnoloģiskais centrs), но по мере роста переехала на территорию Института микробиологии.
В 2005 году в состав акционеров вошла британская компания Grant Instruments, инвестировавшая более 1 000 000 латов в развитие производства в обмен на 50 % в совместном предприятии. Одним из директоров совместного предприятия стал исполнительный директор Grant Instruments Лудо Чапмен.
В 2010 году предприятие получило награду «Экспорт и инновации» в категории «Наиболее конкурентоспособное предприятие-экспортёр».
В 2013 и 2015 году предприятие входило в Топ-25 латвийских экспортёров и было отмечено премией The Red Jackets.

## Прочая деятельность
Латвийские биотехнологические компании «БиоСан» и «Гриндекс» в течение длительного времени являются спонсорами латвийской олимпиады по химии.